# Tangowahine
```

```

Tangowahine est une localité du nord du mouillage de Kaipara Harbour (en) dans la région du Northland, dans l'île du Nord de la Nouvelle-Zélande.

## Situation
Le cours d’eau : Tangowahine Stream  s'écoule à partir de la chaîne de Tutamoe (en) à l'est et puis au sud pour rejoindre le fleuve Wairoa au niveau de la ville de Tangowahine.
La route State Highway 14/S H14 (en) passe à travers la ville de Tangowahine.
La ville de Dargaville est située à 12 km vers le sud-ouest, et celle de Tangiteroria est localisée à 15 km au nord-est,.

## Histoire
Un pont fut construit au-dessus de la rivière Tangowahine de 1893 à 1895, pour permettre le passage et terminer une route allant de Dargaville à Tangiteroria.

## Activité économique
Tangowahine était une ville de scierie orientée pour le commerce du bois des texte=kahikatea et des kauri.
La scierie de Robert Gibbon fut construite autours de 1900 et comprenait une centrale d'éclairage électrique.
Les steamers chargeaient le bois d'oeuvre au niveau des  deux quais de la ville.
Le S.S. Matarere assurait aussi un service pour les passagers.

## Population
La population était de 402 habitants vers 1910.
La scierie fut reconstruite après un incendie survenu en 1916 mais fut fermée en 1931 .
Les ramasseur de gomme de kauri (en) s’activaient aussi dans le secteur au début du XXe siècle.
À partir de janvier 1931, Tangowahine fut le terminus de la branche de Dargaville (en) de la ligne de chemin de fer.
En 1940, la ligne fut étendue au-delà de Dargaville.

## Éducation
L’école de Tangowahine est une école mixte assurant tout le primaire, allant des années 1 à 8, avec un taux de décile de 4 et un effectif de  46 élèves.